# Аюшеев, Дандар Дампилович
Данда́р Дампи́лович Аюше́ев (бур.  Аюшеев Дампилай Дандар; 1910—1971) — бурятский композитор, Народный артист Бурятской АССР.

## Биография
Родился 4 (17) сентября 1910 года в улусе Нуган Иркутской губернии (ныне в Тункинском районе Республики Бурятия). Воспитывался в буддийском монастыре — Кыренском дацане. Его игру на бишхуре в дацане услышал П. М. Берлинский, который работал в Бурятии в музыкально-этнографической экспедиции. По совету П. М. Берлинского Аюшеев в 1932 году поступил в Верхнеудинский техникум искусств. В техникуме начал сочинять музыку. Создал национальный оркестр хуров, руководил хоровым коллективом Буркавбригады в Нижней Берёзовке. В 1936 — 1938 годах работал редактором на радио в Улан-Удэ.
По совету Р. М. Глиэра Аюшеев поступил в студию при Свердловской консерватории по классу профессора М. П. Фролова. В 1943 году Аюшеев окончил консерваторию и возвратился в Улан-Удэ. С 1944 года — член КПСС. С 1946 по 1963 год Дандар Дампилович был председателем Бурятского отделения Союза композиторов РСФСР. Преподавал в музыкальном училище, возглавлял республиканское отделение Всероссийского хорового общества. В 1963 году Аюшееву было присвоено звание Народного артиста Бурятской АССР.
Умер 18 октября 1971 года в Улан-Удэ.

## Награды
- орден Ленина (24.12.1959)
- народный артист Бурятской АССР (1963)

## Автор произведений
Автор более ста произведений, в числе которых оперы, балет, оратории, кантаты, а также 3 сюиты (1941, 1943, 1944) 
Оперы:
- «Дарима» (1946 год)
- «Побратимы» — в соавторстве с Б. С. Майзелем (поставлена Бурятским государственным академическим театром оперы и балета в Улан-Удэ в 1959 году), во второй редакции — «Братья», поставлена в 1962 году.
- «Саян».
- «Сагаан хатан» — завершена в середине 1990-х Жигжитом Батуевым.

Балет «Бато» поставлен в Улан-Удэ в 1948 году.